# Sándor Iván
Sándor Iván (Budapest, 1930. március 11. –) József Attila-díjas (1985), Márai Sándor-díjas (2000) és Kossuth-díjas (2005) magyar író, kritikus, esszéista.

## Életpályája
Stern Béla (1894–1953) és Immerglück Rózsa gyermekeként született. A Szálasi-korszakot bujkálva élte túl. 1948-ban érettségizett. 1948–1950 között a Magyar Diákok Nemzeti Szövetségének osztályvezetője volt. Politikai okokból 1950-ben eltávolították, 1952-ben letartóztatták. 1953-tól ír. 1954–1956 között a BME A Jövő Mérnöke című lapjának szerkesztője volt. 1957-től a Film Színház Muzsika színházi kritikusa, majd 1975–1989 között főszerkesztő-helyettese volt. 1989 óta szabadfoglalkozású író. 1990–1993 között az Írószövetség elnökségi tagja. 1992–1997 között a Németh László Társaság elnöke volt. 1997-ben kilépett az Írószövetségből, alapító tagja a Szépírók Társaságának. 1993-tól a Füst Milán prózai díj kuratóriumának, 2003-tól a Komlós Aladár-díj kuratóriumának is elnöke. 2013-tól a Széchenyi Irodalmi és Művészeti Akadémia tagja.
Műveiben nagy szerepet szán a tudatábrázolásnak: a cselekmény idősíkjának váltogatásával mutat rá, hogy az emberi lélekben milyen változásokat okozott a történelem.

## Magánélete
1955-ben feleségül vette Sebők Eleonóra Zsuzsát. Egy lányuk született: Judit (1956).

## Művei
- A huszonötödik órában (színmű, 1958)
- Kölcsey (színmű, 1959)
- Az R 34-es repülőjárat. Tragikus játék / Kölcsey. Történeti dráma (színművek, 1962)
- Két nemzedék. Dráma; rendezői utószó Ardó Mária; Népművelési Intézet, Budapest, 1962 (Színjátszók kiskönyvtára)
- Faragd meg a fejfád! (1965)
- Hullámok (regény, 1967)
- Tiszaeszlár (dráma, 1967)
- Kvartett (színmű, 1969)
- Földközelben (regény, 1969)
- Próba (1970)
- Arcok, szerepek (színészportrék, 1971)
- M. L. esetei (regény, 1972)
- Az áldozat hegyén (dráma, 1973)
- A vizsgálat iratai. Tudósítás a tiszaeszlári perről (esszé, 1976)
- A futár (regény, 1976)
- A helyszín (regény, 1979)
- Németh László üdvtana tanulmányainak, drámáinak, önvallomásainak tükrében; Gondolat, Budapest, 1981
- Utunk szabályai éjszaka (esszék, 1981)
- Ködlovas (regény, 1983)
- A vizsgálat iratai. Tudósítás a tiszaeszlári per körülményeiről; 2. bőv. kiad.; Kozmosz Könyvek, Budapest, 1983
- Az idő füstjele (esszék, 1986)
- Quo vadis Thalia? (esszék, 1986)
- A Németh László-pör (esszé, 1986)
- Századvégi történet (regény, 1987, 1994)
- Leperegnek a nyolcvanas évek / A kilencvenes évek és Bibó hagyatéka (esszék, 1988)
- A föld alá vitt tények üzenete (esszék, 1990)
- Vízkereszttől Karácsonyig. A nyolcvankilences esztendő (esszé, 1990)
- Arabeszk (regény, 1991)
- Félelem? Remény? A kilencvenes esztendő (esszé, 1991)
- A karnevál harmadik napja. A kilencvenegyes esztendő (esszé, 1992)
- Vég semmiség. A százhetven éve fel nem fedezett Bánk bán (esszé, 1993)
- Karácsonyi szövegrétegek (esszék, tanulmányok, 1993)
- Az idő oszlopai (esszék, 1995)
- Átváltozások kertje (regény, 1995)
- Tengerikavics (regény, 1996)
- A szefforiszi ösvény (regény, 1998)
- Rocinante nyomában (esszék, 1999)
- Shakespeare, Madách, Proust. A születő és veszendő személyiség nyomában (esszék, 2000)
- Menekülő évek. Búcsú a huszadik századtól; Jelenkor, Pécs, 2000
- A másik arc. A regény és a történelem (esszék, 2001)
- Drága Liv (regény, 2002)
- Drága Liv; 2. jav. kiad.; Kalligram, Pozsony, 2003
- A regény jövője (esszék, 2002)
- Séta holdfényben (esszék, 2004)
- Mikoriak a golyónyomok? (beszélgetések, 2005)
- Követés. Egy nyomozás krónikája (regény, 2006)
- Daniellával a vonaton. A Követés naplója (esszék, 2006)
- A várható ismeretlen (eszék, 2009)
- Az Argoliszi öböl (regény, 2009)
- Sándor Iván–Féner Tamás: Hamlet visszanéz. Gábor Miklós arcai, szerepei; Tiszatáj Alapítvány (esszé, Szeged, 2010) (Tiszatáj könyvek)
- Mi a magyar most? (szerk., esszék, 2011)
- Az éjszaka mélyén, 1914 (regény, 2012)
- Hajózás a fikció tengerén. Esszék a regényről; Szépmesterségek Alapítvány (esszék, Miskolc, 2013) (Műút-könyvek)
- A történelem gépangyala. Válogatott esszék (esszék, Budapest, 2013) (L'Harmattan)
- A Vanderbilt-jacht hajóorvosa (regény, 2014) (Kalligram)
- A kő visszahull. Napló, 1989–2014; L'Harmattan–Könyvpont (esszék, Budapest, 2014) (L'Harmattan)
- A tiszaeszlári per és 2015; L'Harmattan–Könyvpont (Budapest, 2015) (L'Harmattan)
- A jövő árnyéka; (esszék, Budapest, 2016) (Kalligram)
- A forradalom visszanéz, 1956–2016; L'Harmattan (esszé, Budapest, 2016) (L'Harmattan)
- A hetedik nap; (regény, Budapest, 2018) (Magvető)
- A korszak tekintete. Válogatott és új esszék; (esszék, Budapest, 2019) (Magvető)
- Amit a szél susog; (regény, Budapest, 2020) (Magvető)
- Szakadékjátszma; (regény, Budapest, 2022) (Magvető)
- Tiltott terület; (regény, Budapest, 2023) (Magvető)
- Palackposta; (esszék, Budapest, 2024) (Magvető)
- Cirkusz, mozi, ringlispíl; (regény, Budapest, 2025) (Magvető)

## Külföldi megjelenések
- Geliebte Liv (Drága Liv) (regény, német nyelven, 2006)
- Spurensuche (Követés) (regény, német nyelven, 2009)
- Filature (Követés) (regény, francia nyelven, 2012)
- Husar in der Hölle (AZ éjszaka mélyén 1914) (regény, német nyelven, 2014)
- Legacy (Követés) (regény, angol nyelven, 2014)
- Au fond de la nuit, 1914 (Az éjszaka mélyén, 1914) (regény, francia nyelven, 2015)

## Díjai, elismerései
- A Munka Érdemrend bronz fokozata (1967)
- József Attila-díj (1985)
- Év Könyve-díj (1986, 1996)
- Németh László-emlékérem (1989)
- 1956-os Emlékérem (1992)
- Getz-életműdíj (1994)
- Nagy Imre-emlékplakett (1996)
- A Magyar Köztársasági Érdemrend tisztikeresztje (1997)
- Tiszatáj-díj (1997)
- Zuglóért érdemérem (1998)
- Köztársasági Elnöki Aranyérem (2000)
- A Jelenkor Kiadó Könyvdíja (2000)
- Márai Sándor-díj (2000)
- ProLiteratura (2002)
- Aranytoll (2003)
- Komlós Aladár-díj (2003)
- Kossuth-díj (2005)
- Üveggolyó-rend (2006)
- Demény Pál-emlékérem (2008)
- Zugló díszpolgára (2015)[4]